# Snöskråp
Snöskråp (Petasites paradoxus) är en art i familjen korgblommiga växter från bergsområden i Europa, från Pyrenéerna, till Karpaterna och forna Jugoslavien.

## Synonymer
Petasites niveus (Vill.) Baumg
Petasites niveus' var. paradoxus (Retz.) P.Fourn
Petasites paradoxus (Retz.) Baumg
Petasites vulgaris subsp. niveus (Vill.) Bonnier & Layens
Tussilago nivea Vill
Tussilago paradoxa Retz